# Delegacja do Kongresu USA stanu Delaware
Delegacja do Kongresu Stanów Zjednoczonych stanu Delaware liczy trzech kongresmenów (dwóch senatorów oraz jeden reprezentant). Delaware został przyjęty jako pierwszy stan do Unii, a więc stanowa reprezentacja zasiada od 1. Kongresu (1789).
Do 1912 senatorów wybierało Zgromadzenie Generalne stanu Delaware (Delaware General Assembly), stanowy parlament. Od 1914 - zgodnie z 17. Poprawką do Konstytucji USA - senatorów wybierają obywatele w wyborach powszechnych. Ponadto od 1831 wybory w Delaware odbywają się zawsze w pierwszym tygodniu listopada roku wyborczego.
Czynne prawo wyborcze przysługuje tym amerykanom, którym przysługuje prawo głosu w wyborach do stanowej Izby Reprezentantów (Delaware House of Representatives).

## 110. Kongres (2007-09)
W ostatnich wyborach 7 listopada 2006 wybrano jednego reprezentanta oraz senatora 1 klasy. Zarówno Castle oraz Biden utrzymali swoje mandaty.
W najbliższych wyborach 4 listopada 2008 mieszkańcy będą wybierać dwóch kongresmenów (jednego reprezentanta i senatora 2 klasy).
| Senat | Senat            | Senat  | Senat           |
| Klasa | Senator          | Partia | Urzęduje od     |
| ----- | ---------------- | ------ | --------------- |
| 2     | Joe Biden        | D      | 3 stycznia 1973 |
| 1     | Thomas R. Carper | D      | 3 stycznia 2001 |

| Izba Reprezentantów | Izba Reprezentantów | Izba Reprezentantów | Izba Reprezentantów |
| Okręg               | Reprezentant        | Partia              | Urzęduje od         |
| ------------------- | ------------------- | ------------------- | ------------------- |
|                     | Michael N. Castle   | R                   | 3 stycznia 1993     |

## Liczba kongresmenów
Zgodnie z Konstytucją stan Delaware otrzymał jedno miejsce w Izbie. Spis powszechny w 1790 potwierdził tę liczbę. Po spisie powszechnym w 1810 stan Delaware otrzymał drugie miejsce w Izbie, jednak już po kolejnym spisie (1820) odebrano ten przywilej.
- 1789–1813 - 3
- 1813–1823 - 4
- od 1823 - 3